# Moi Center
Il complesso Moi Center si trova nella città di Shenyang, in Cina. Esso è costituito da tre grattacieli progettati dallo studio di architettura Shenzhen Tongji Architects, alti 311 m (Torre A), 188 m (Torre B) e 163 m (Torre C). La costruzione del complesso è stata avviata nel 2008 e il completamento è avvenuto nel 2014.